# K-19
K-19 war ein sowjetisches Atom-U-Boot des Projekts 658, das von der NATO als Hotel-Klasse bezeichnet wurde. Es war das U-Boot der sowjetischen Marine, das in seiner Bau- und späteren Dienstzeit lange Zeit den traurigen Rekord hielt, mehr Seeleute das Leben gekostet zu haben als jedes andere der Flotte, und das in Anspielung auf einen Störfall am 4. Juli 1961 den inoffiziellen Spitznamen „Hiroshima“ erhielt.
K-19 hatte als erstes nuklear angetriebenes U-Boot der sowjetischen Marine ballistische Atomwaffen an Bord. Die drei Raketen hatten eine Reichweite von 650 km und eine Sprengkraft von je 1,4 Megatonnen TNT-Äquivalent.
Die Boote des Projekts 658 waren seinerzeit von strategischer Bedeutung für die UdSSR, da sie Atomwaffen bis an die amerikanische Küste tragen konnten. Interkontinentalraketen, die diese Ziele auch aus größerer Entfernung hätten erreichen können, waren zu dieser Zeit noch nicht ausgereift.

## Bau und Testfahrten
K-19 wurde am 17. Oktober 1958 unter der Baunummer 901 von der Werft Nummer 402 in Sewerodwinsk auf Kiel gelegt. Bei Arbeiten an einem der Ballasttanks kam es zu einem Brand, bei dem drei Werftarbeiter starben. Mitte Oktober 1959 lief das U-Boot vom Stapel. Die Champagnerflasche, die bei der Zeremonie an einer der Schrauben zerschellen sollte, rutschte ab und blieb unbeschädigt, weil sie von der Gummibeschichtung des Rumpfes abgebremst wurde. Anschließend wurde das Boot zahlreichen Tests unterzogen.
Während abschließender Tests im Januar 1960 kam es durch Bedienungsfehler zu Schäden am Reaktorsystem. Die Rohre, Ventile und Verschlüsse des Kühlsystems wurden dabei einem Druck von 40,4 MPa (404 bar) ausgesetzt, was einer Überschreitung des zulässigen Drucks um 100 % entsprach. Ein Besatzungsmitglied und der verantwortliche Ingenieur wurden nach der abschließenden Untersuchung ersetzt und der für die Übergabe verantwortliche Kommandant um einen Dienstgrad degradiert. Die Reparatur dauerte bis Juni 1960, dabei mussten der Reaktor geöffnet und die Brennstäbe entfernt werden, um die beschädigten Teile erreichen zu können. Beim Austausch der Teile wurden von einem Reparaturtrupp Käfer innerhalb der Reaktorkammer gefunden, die auf dem Graphitschmiermittel ausgebauter Bolzen herumliefen. Die genaue Art – und damit Informationen über ihre Lebensweise – konnte nicht bestimmt werden, da das Spezialinstitut auf die Anfrage nach Zusendung von Exemplaren keine Antwort schickte.
Nach Testfahrten von insgesamt mehr als 1.000 Seemeilen kam es bei einem Tauchgang an die Belastungsgrenze von 300 Metern bei 280 Metern zu Undichtigkeiten an der Luke oberhalb des Reaktorraums, die sich beim Fortsetzen des Tauchgangs zu einem Wassereinbruch ausweiteten, so dass ein Manöver zum Notauftauchen eingeleitet wurde.
Kapitän 2. Ranges (Fregattenkapitän / Oberstleutnant) Nikolai Wladimirowitsch Satejew wurde zum Kommandanten von K-19 ernannt und übernahm das Boot am 12. November 1960 vom Werftkommandanten. K-19 wurde am 16. November 1960 der Nordflotte zugewiesen. Im Dezember 1960 wurde eine Pumpe des Kühlwasserkreislaufs durch einen Schaden an einem Kugellager zerstört und die gesamte Pumpe musste ersetzt werden.
Beim Beladen des Bootes mit Raketen kam es 1961 zu einem weiteren Unfall, bei dem ein Matrose starb.

## Reaktorunfall

### Hergang
Anfang Juli 1961 nahm K-19 an der Übung Polarkreis teil. Später stellte sich heraus, dass sich hier bereits eine kleine undichte Stelle innerhalb des primären Kühlwasserkreislaufs des zweiten Reaktors gebildet haben musste. Sie war innerhalb des Kreislaufs eines Drucksensors aufgetreten, so dass die Anzeige des Druckmessers keine Rückschlüsse auf den tatsächlichen Zustand des Kühlsystems mehr zuließ.
Während der Übung kam es am 4. Juli 1961, 70 Seemeilen von der Insel Jan Mayen entfernt, um 04:15 Uhr an Bord zu einem Störfall am Reaktor, als das Leck im Primärkühlkreis zum Ausfall der Kühlung führte. Die Steuerstäbe wurden abgesenkt und der Reaktor abgeschaltet. Die Kühlung, die jedoch weiterhin nötig war, um die Nachzerfallswärme abzuführen, konnte nicht mehr gewährleistet werden, da die Pumpen für die Zirkulation des Kühlmittels wegen des Druckabfalls im Kreislauf ausfielen.
Der Druck im Kühlkreislauf betrug zunächst rund 202 bar, die Temperatur 300 °C. Mit fallendem Druck erhöhte sich die Temperatur und das Kühlmittel begann zu sieden. Druck und Temperatur innerhalb des Reaktorraums erhöhten sich weiter, die Brennstäbe erreichten letztlich eine Temperatur von 800 °C und es drohte eine Kernschmelze. Es war der erste ernste Zwischenfall mit einem Kernreaktor auf See in der sowjetischen Marine; die Offiziere waren sich nicht sicher, was passieren würde und befürchteten im schlimmsten Fall gar eine nukleare Explosion.
Bei der Marine konnte keine Unterstützung per Funk angefordert werden, da die Antenne für Langstreckenübertragungen defekt war und die verbliebene Antenne nur Übertragungen auf kurze Entfernungen zuließ.
Die Kühlkreisläufe der WM-70-Reaktoren verfügten über keine Vorrichtungen oder Anschlüsse, um dem Primärkühlkreislauf von außen frisches Kühlwasser zuzuführen, deshalb mussten Techniker den Reaktorraum betreten und provisorisch eine Notkühlung anbringen. Um die Zeit, die der Zusammenbau der Rohrleitungen für dieses Kühlsystem in Anspruch nahm, zu nutzen, wollten die Techniker den Reaktor provisorisch mit Wasser aus einem Gummischlauch kühlen, den sie direkt an die Reservekühlpumpe anschlossen. Das kalte Wasser aus dem Schlauch traf auf das heiße Wasser im Reaktor und verursachte einen spontanen Verdampfungsprozess, bei dem heißer Dampf und kontaminiertes Wasser in die Reaktorkammer geschleudert wurden. Der Schlauch wurde dabei zerstört und die Dosisleistung innerhalb der Kammer stieg beträchtlich.
Nachdem die Rohrleitung vorbereitet war, begann die Endmontage, während derer die Techniker hohen Dosen ionisierender Strahlung ausgesetzt waren. Leutnant Boris Korchilow und acht weitere Seeleute arbeiteten insgesamt zwei Stunden im Reaktorraum, bis sie die Leitung für ein Notkühlsystem verschweißt hatten und die Temperatur im Reaktor zu sinken begann. Sechs der Männer starben innerhalb einer Woche an der Strahlenkrankheit, zwei weitere nach vierzehn Tagen.
Kapitän Satejew:

«Однако потерять несколько
человек или погибнуть экипажу — вот каков был мой выбор. […]
система сработала, экипаж и
лодка были спасены. Но какой ценой! […] страшно
было смотреть на ребят, они получили чудовищную дозу облучения. Лица изменились, не могли говорить, их рвало…»

„Einige Männer zu verlieren – oder die gesamte Mannschaft – das war die Wahl, vor der ich stand. […] Das System funktionierte [wieder]. Mannschaft und Boot waren gerettet. Aber zu welchem Preis! […] Die Jungs sahen furchtbar aus, hatten eine monströse Überdosis Strahlung abbekommen. Die Gesichter verändert, konnten nicht mehr sprechen, übergaben sich …“

Durch das Leck waren weiterhin radioaktive Spaltprodukte ausgetreten und in die Ventilation wie auch das Bilgenwasser gelangt, sodass das gesamte Boot kontaminiert und die Besatzung einer hohen Strahlendosis ausgesetzt wurde. Die Notrufe von K-19 wurden schließlich von S-270, einem dieselgetriebenen U-Boot der Nordflotte, aufgefangen, das ebenfalls an der Übung teilgenommen hatte. S-270 übernahm zunächst die schwerverletzten Seeleute von K-19: drei Männer der Reparatureinheit, die bereits bewegungsunfähig auf Tragen an Bord gebracht werden mussten, und acht weitere, die noch gehen konnten.
Für den Fall, dass Schiffe der NATO versuchen sollten, K-19 zu übernehmen, hielt S-270 zwei Torpedos schussbereit, um K-19 bei Bedarf schnell versenken zu können. Drei Tage darauf wurde K-19 nach dem Zusammentreffen mit Überwasserschiffen der Flotte in den Heimathafen geschleppt.
In den nächsten zehn Jahren starben weitere siebzehn Besatzungsmitglieder an der Strahlenkrankheit, später auch Wassili Alexandrowitsch Archipow.

### Rezeption
Kapitän Satejew schlug Leutnant Korchilow postum für den Titel Held der Sowjetunion vor. Doch die Vergabe von hochrangigen Auszeichnungen an ihn und andere wurde mit der Begründung abgelehnt, dass auf diese Weise zu viel Aufmerksamkeit auf den als streng geheim eingestuften Vorfall gelenkt würde. Die Todesursachen, die man den Angehörigen der verstorbenen Männer mitteilte, beinhalteten dann auch keinen Hinweis auf die Strahlung.
Aber schon während der so genannten Tauwetter-Periode in der Sowjetunion gab es am Theater eine kritische Auseinandersetzung mit dem Störfall, den der kirgisische Autor Mar Baidschijew nach einem autobiographischen Erlebnis (Baidschijew selbst war an der Behebung des Atomunfalls des havarierten U-Boots beteiligt) im Theaterstück Duell 1966 zuerst in russischer und dann auch in kirgisischer Sprache niederschrieb. 1969 schuf dann der Autor Wassili Pawlowitsch Aksjonow eine eigene Fassung des Stückes, das in dieser Version zu den wenigen bekannten Werken der nichtoffiziellen Literatur der Sowjetunion gehört.
2002 kam der Film K-19 – Showdown in der Tiefe von Kathryn Bigelow in die Kinos, der die Ereignisse aufgreift.
Michail Gorbatschow, ehemaliger Generalsekretär des Zentralkomitees, schlug die Besatzung von K-19 für den Friedensnobelpreis 2006 vor, da sie die Welt am 4. Juli 1961 vor einer furchtbaren Umweltkatastrophe bewahrt und einem möglichen Nuklearkonflikt zwischen der Sowjetunion und den USA verhindert hätten, da letztere eine Nuklearexplosion in der Nähe ihrer Marinebasis auf Jan Mayen als Angriff hätten werten können.

## Wiederherstellung
Nachdem das Boot am 7. Juli 1961 eingeschleppt worden war, wurde es zunächst nahe einer Basis der Nordflotte festgemacht. Im August wurde es an einen neuen Ankerplatz geschleppt, begann dann aber, mit dem Heck immer tiefer zu sacken, da sich im Inneren austretendes Wasser im hinteren Schiffsteil sammelte. Wieder mussten Arbeiter in das kontaminierte Innere klettern und den Schaden beheben.
Im Januar 1962 wurde K-19 in Sewerodwinsk eingedockt, um zum Projekt 658M (NATO-Bezeichnung: Hotel II) umgerüstet zu werden. Zunächst wurde die alte Reaktorabteilung aus dem Rumpf herausgetrennt und durch eine neue ersetzt. Das alte Abteil wurde 1965 nach dem Abschluss der Untersuchungen in der Nähe der Insel Nowaja Semlja versenkt. Die Brennstäbe befinden sich noch heute in den beiden Reaktoren. Im Sommer 2021 wurde der Container von der Spezialeinheit Centrospas des russischen Zivilschutzministeriums mittels eines Sonars in der Abrosimow-Bucht (falsch als Ambrosiew-Bucht bezeichnet) der Südinsel von Nowaja Semlja, am westlichsten Punkt der Karasee, aufgespürt.
Das Boot konnte nach dem Umbau die moderneren R-21 Raketen einsetzen. Am 15. Oktober 1962 waren die Arbeiten abgeschlossen und K-19 wurde erneut zu Wasser gelassen.
Am 15. November 1969, nun unter dem Kommando von Kapitän 1. Ranges Schabanow, kam es um 7:13 Uhr in der Barentssee in getauchtem Zustand auf etwa 60 m Tiefe ohne Vorwarnung zu einer Kollision. K-19 war mit der Bugoberseite gegen das US-amerikanische U-Boot Gato gestoßen, wurde nach unten gedrückt und begann unkontrolliert zu sinken. Nur ein Ausblasen aller Zellen brachte das Boot zurück an die Oberfläche. Die USS Gato, so wurde erst 1975 durch einen Artikel der New York Times bekannt, war mit einem Spionageauftrag innerhalb sowjetischer Hoheitsgewässer unterwegs, um sowjetische Flottenaktivitäten und Stützpunkte auszukundschaften. K-19 konnte aus eigener Kraft zur Basis zurückkehren, hatte aber Schäden am Vorschiff erlitten.
Am 24. Februar 1972 brach in 120 m Tauchtiefe, 1.300 Kilometer nordöstlich von Neufundland, in der Bilge von Abteilung 9 ein Feuer aus, als aus einer undichten Leitung Hydrauliköl auf einen heißen Filter tropfte. Das Feuer griff auf die benachbarte Abteilung 8 über, da Löschbemühungen wegen fehlerhafter Meldungen zu spät einsetzten. 28 Seeleute starben, zwölf weitere wurden in Abteilung 10 eingeschlossen. Nach dem sofortigen Auftauchen waren auch die Reaktoren sofort heruntergefahren worden, aber einer der Hilfsdieselgeneratoren wurde durch Seewasser funktionsunfähig, während der andere nicht ansprang, so dass K-19 ohne Antrieb in schwerer See trieb. In einer sofort eingeleiteten Rettungsaktion liefen mehr als 30 Schiffe der sowjetischen Marine aus. Bis auf die Seeleute in Abteilung 10 wurden alle Männer von K-19 gerettet und das Boot eingeschleppt, jedoch starben zwei Besatzungsmitglieder von Rettungsschiffen im Sturm. Die zwölf Männer in Abteilung 10 konnten erst 24 Tage später befreit werden, nachdem das Boot einen Hafen erreicht hatte.
1976 wurde K-19 erneut umgebaut. Diesmal wurde das Boot als Testträger für zukünftige Kommunikations- und Sensorsysteme umgerüstet und die Projektbezeichnung 658 wurde auf 658C (deutsch: 658S) geändert.
Im August 1982 kam es bei Wartungsarbeiten an einer der Batterien zu einem Kurzschluss und einer Bogenentladung, die einen Matrosen tödlich verletzte.

## Ende
K-19 wurde am 19. April 1990 der Reserveflotte zugeteilt und die Besatzung um mehr als die Hälfte reduziert. 1996 strich man sie aus der Schiffsliste der Marine und schleppte sie in eine Bucht, wo sie mit anderen Schiffen bis zum Abwracktermin verbleiben sollte.
Im März 2002 wurde die Anfrage eines amerikanischen Filmteams, das K-19 für Dreharbeiten an dem gleichnamigen Film nutzen wollte, abgelehnt. Das Boot wurde zwei Monate später zur Abwrackwerft Nerpa geschleppt, wo es ein letztes Mal von ehemaligen Besatzungsmitgliedern besucht wurde. 2003 wurde das Reaktorabteil aus dem Rumpf geschnitten, versiegelt und zur Zwischenlagerung in der Sajda-Bucht verankert.
2008 wurden Pläne bekannt, den abgetrennten Turm des Bootes für ein Denkmal zu erhalten, das an die Opfer unter der ersten Mannschaft von K-19 erinnern sollte. Die Verschrottung des Rumpfes war 2009 abgeschlossen.

## Belege und Verweise